# Goat Simulator 3
Goat Simulator 3 est un jeu vidéo d'action et la suite de Goat Simulator. Le jeu a été annoncé lors du Summer Game Fest 2022 et est sorti le 17 novembre 2022,. Le jeu comporte un mode coopératif à quatre joueurs et se déroule sur l'île fictive de San Angora. Bien que multijoueur, le jeu ne propose pas de jeu multiplateforme lors de sa sortie. Le jeu est sorti sur Microsoft Windows, PlayStation 5 et Xbox Series.

## Système de jeu
Goat Simulator 3, comme son prédécesseur, est un jeu d'action joué dans une perspective à la troisième personne où le but, en contrôlant une chèvre, est de faire des ravages et d'effectuer des cascades dans l'environnement urbain du jeu,,. La mécanique du jeu précédent où la chèvre jouable pouvait s'accrocher à des objets dans le monde en les léchant est conservée dans ce jeu,,. Les développeurs affirment que son monde ouvert est 18 fois plus grand que celui du premier jeu,. De plus, des sections existent où différents styles de jeu sont explorés, comme une parodie de Wolfenstein 3D avec des mécanismes de tir à la première personne,,. Un mode histoire, nouveau dans la série, fait également son apparition dans Goat Simulator 3,.